# Katherine Stewart MacPhail

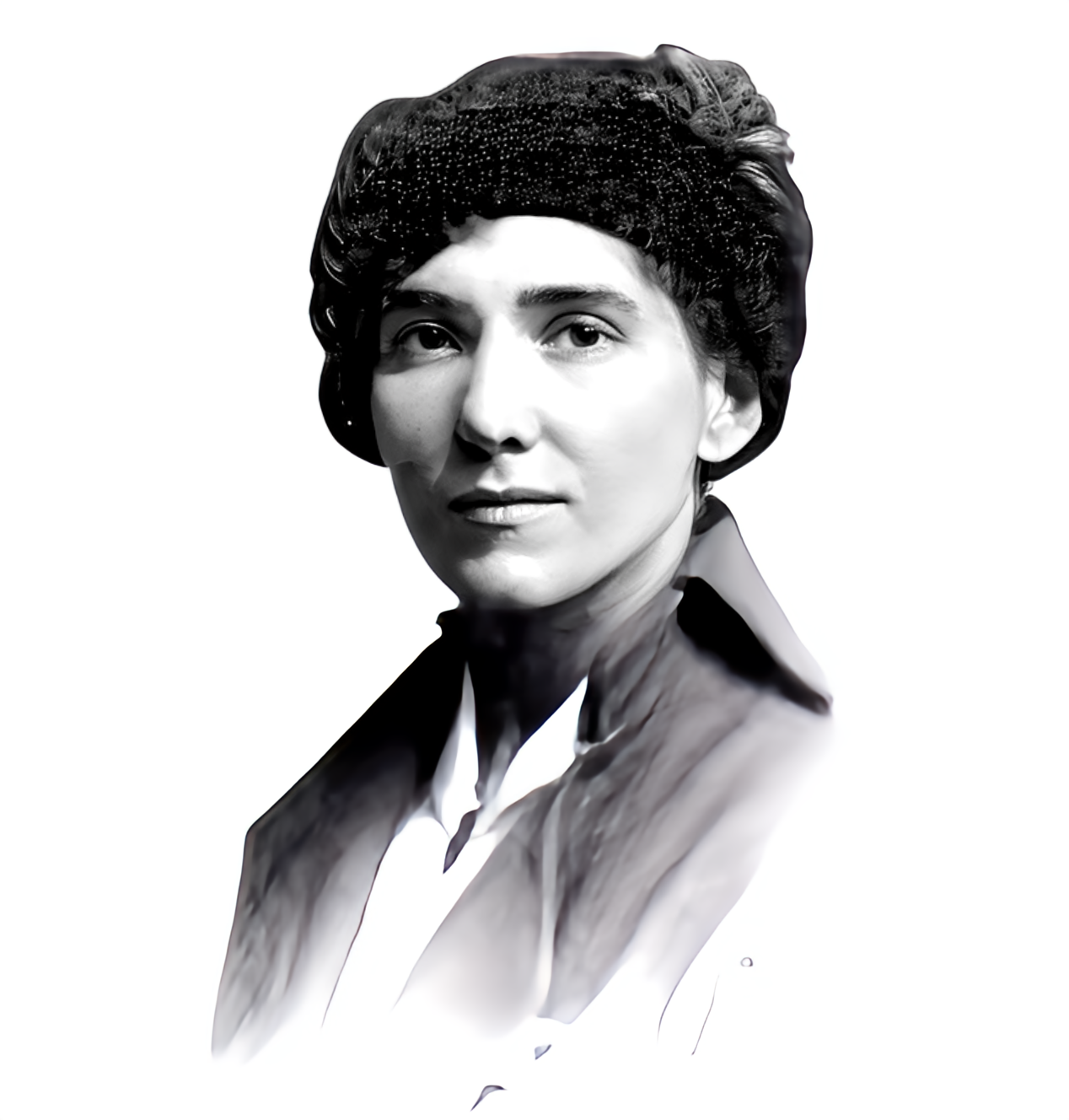
Katherine Stewart MacPhail

Katherine Stewart MacPhail (Glasgow, 30 ottobre 1887 – Saint Andrews, 11 settembre 1974, 86 anni) è stata una chirurga, dottoressa di guerra e ortopedica pediatrica scozzese; durante la prima guerra mondiale, fu Chief Medical Officer di due unità degli ospedali delle donne scozzesi per il servizio estero. Si prendeva cura dei feriti in Serbia, Francia e sul Fronte di Salonicco. Nel 1921, durante il suo soggiorno in Serbia, fondò il primo ospedale per bambini del paese. Mentre è ricordata come un eroe nazionale in Serbia, è stata criticata da alcuni per aver esercitato la sua esperienza in Serbia piuttosto che nel suo paese. Le sue onorificenze comprendono diverse medaglie, placche e un francobollo postale.

## Primi anni ed educazione
Stewart MacPhail nacque a Glasgow il 30 ottobre 1887, la terza di quattro figlie di Jesse PacPhail e del dottor Donald MacPhail, un medico. Era l'unica figlia della famiglia che mostrava interesse per il lavoro di suo padre. Da ragazzina entrava nell'ufficio del padre e lo osservava esaminare i pazienti o curare le ferite; andava con lui anche a visitare i pazienti nelle fattorie remote. Inoltre, la sua decisione di dedicare la sua vita alla medicina fu probabilmente influenzata dai suoi zii che erano medici di successo: James dirigeva l'ospedale missionario in India e Alex era professore di anatomia all'Università di Glasgow.
MacPhail e i suoi fratelli furono inizialmente istruiti a casa da insegnanti privati. Una volta abbastanza grandi frequentarono la lontana scuola elementare di Coatbridge, proseguendo gli studi alla Hillhead Academy di Glasgow. Tutti e quattro i bambini completarono con successo i loro studi all'Accademia e successivamente all'Università di Glasgow.
A quel tempo in Scozia era insolito che le donne studiassero, soprattutto medicina. Dalle donne istruite provenienti da famiglie rispettabili, ci si aspettava solo che tenessero bene la casa e che si dedicarsi all'arte. Probabilmente per questo motivo il padre era contrario al desiderio della figlia di studiare medicina. Lei però aveva già dimostrato determinazione e perseveranza risoluta e lui non poteva ostacolare la sua decisione. I suoi genitori capirono l'importanza dell'istruzione e il 26 aprile 1906 si iscrisse per studiare medicina all'Università di Glasgow. Fu un'eccellente studentessa e ricevette numerosi riconoscimenti per i suoi studi: premi in fisiologia (prima classe) e seconda classe in zoologia pratica, anatomia e chirurgia. Si laureò il 12 ottobre 1911 con un MB ChB (Laurea in Medicina, Laurea in Chirurgia) presso la University of Glasgow Medical School.
Iniziò la sua carriera medica presso il Glasgow Royal Infirmary ed è stata anche assistente medico presso la clinica di suo padre.

## Prima Guerra Mondiale

### Scozia, 1914
"Sapevamo di essere mandati sotto gli auspici delle Società del Suffragio, e ciascuno aveva paura che tutti gli altri fossero dei forti sostenitori, ma eravamo molto sollevati nello scoprire che quasi nessuno di noi era ciò che si potrebbe definire 'forte', e che la Serbia era il vincolo comune, non il suffragio."
Quando scoppiò la prima guerra mondiale, decise di offrirsi volontaria per il servizio attivo nell'esercito britannico e inviò una lettera all'Ufficio della Guerra chiedendo di farlo. La risposta fu rapida, rifiutando la sua richiesta e spiegando che il Royal Army Medical Corps non accettava donne. Si rivolse alla Croce Rossa e ricevette una risposta simile, poiché anch'essa non accettava dottoresse. Contattò la dottoressa Elsie Inglis, che stava reclutando dottoresse e altro personale medico per unità mediche volontarie femminili. La dottoressa Inglis offrì la sua squadra ospedaliera al British War Office, ma fu respinta con queste parole: Mia cara signora, torni a casa e se ne stia tranquilla. Il dottor Inglis inviò poi inviato lettere alle ambasciate di Francia, Belgio, Russia e Serbia, che accettarono immediatamente e con gratitudine l'offerta. Da allora, iniziò a lavorare attivamente per gli Scottish Women's Hospitals for Foreign Service, che si affiliarono al movimento per il suffragio. Poiché le unità per Francia e Belgio erano già state riempite, la MacPhail era indecisa se andare in Serbia, che all'epoca era poco conosciuta nel Regno Unito. La MacPhail più tardi disse: "Non sapevo quasi dove fosse la Serbia, ma da quello che avevo letto, sapevo che era molto difficile per loro". Accettò l'offerta e si unì come la più giovane di un gruppo di 30 donne che costituivano lo staff della prima unità dell'Ospedale femminile scozzese in Serbia. Sua sorella Isabel la accompagnò a lavorare come inserviente.

### Serbia, 1915
A metà dicembre 1914 il gruppo della MacPhail salì su una nave da trasporto a Southampton. Sulla strada per Malta, la maggior parte dei membri dell'unità trascorse del tempo imparando il serbo. Subito dopo Natale salirono a bordo della nave Nilo, diretta al Pireo. Arrivarono a Salonicco il 1º gennaio 1915 e il giorno successivo salirono su un treno per Kragujevac, che era il quartier generale dell'esercito serbo e del team medico militare. Sebbene fosse una giovane dottoressa, sentiva che le sue capacità non venivano utilizzate in modo appropriato.
Nell'anno 1915 tra l'esercito serbo scoppiò un'epidemia di febbre tifoide. Nel giugno 1915, quando l'epidemia era in declino, lei si ammalò gravemente di una forma grave di infezione. Il suo udito fu danneggiato dalle alte temperature prolungate e perse i capelli, per cui si coprì la testa indossando un cappello o una sciarpa per molto tempo. Quando fu guarita, su insistenza dell'ammiraglio Ernest Troubridge, lasciò la Serbia e ritornò in Scozia per riprendersi completamente. Raggiunse la Scozia nel settembre 1915.

### Francia, 1916
Non appena si fu abbastanza ripresa, la MacPhail contattò il Fondo di sostegno serbo a Londra e avviò una campagna per aiutare l'organizzazione. Viaggiò in tutta la Scozia, partecipando a incontri di beneficenza e tenne conferenze sulle sue esperienze in Serbia, chiedendo aiuto per il Paese.
Non potendo tornare in Serbia, che all'epoca si trovava dietro le linee nemiche, nel gennaio 1916 si unì all'associazione di beneficenza 'Amici', che operava in Francia. Lavorò presso Shalona a Marni, nella regione dello Champagne, a nord-est di Parigi. Nell'aprile 1916 le fu offerto un lavoro in Corsica e nel maggio 1916 arrivò a Bastia per lavorare in un ospedale. Pochi giorni dopo il suo arrivo si recò ad Ajaccio, visitando un ospedale femminile scozzese. Lì incontrò diversi conoscenti serbi che le raccontarono cosa stava succedendo alla loro vecchia unità. Vedendo che c'erano possibilità di ritornare in Serbia, interruppe il suo soggiorno in Corsica, per cercare di organizzare l'accoglienza degli orfani serbi nella casa degli 'Amici' nell'Alto Savai. Sfortunatamente, questo progetto fallì. Gli 'Amici' rilevarono un hotel a Samoa, a circa 20 chilometri dal confine svizzero e lo trasformarono in un campo profughi. Alla fine di settembre 1916, la MacPhail assunse le funzioni di medico in questa sede. Durante la sua permanenza in Francia, il dottor Sondermayer, capo del dipartimento sanitario dell'esercito serbo, le offerì un posto in ospedale e lei immediatamente accettò l'offerta.

### Serbia, 1917
All'inizio della primavera del 1917, Katherine MacPhail era sul fronte di fronte macedone. A Salonicco trovò sua sorella minore, Isabel, che era arrivata lì prima con lo Scottish Women's Hospital. Il dottor Sondermayer offrì loro l'opportunità di lavorare in un grande ospedale appena formato, che la Francia aveva offerto all'esercito serbo, chiamato Ospedale serbo del principe ereditario Alessandro.
Pochi giorni dopo ricevettero un invito dal capo del Fondo di soccorso serbo a Salonicco a recarsi nel loro ospedale a Sorović, oggi la città greca di Amyntaio, vicino al confine greco-macedone, per aiutare a curare la popolazione civile ferita durante il bombardamento di Bitola e dintorni. Katherine e Isabel, insieme ad altre due infermiere ed una cuoca, furono inviate nel villaggio di Brod, nella parte sud-orientale della zona di Bitola. Isabel lasciò presto Brod e tornò a Salonicco per lavorare nell'ospedale serbo del principe Alessandro, mentre Katherine rimase indietro. Alla fine dell'anno si recò a Salonicco, tornando a Brod con una grave malattia. Era sicura che si trattasse di una malattia causata da una cattiva alimentazione a lungo termine e in seguito fu identificata come pellagra, allora una malattia poco conosciuta causata da una dieta insufficiente di vitamine.
Alla fine del 1917 l'ospedale del Fondo di sostegno serbo fu trasferito da Sorović a Germijan vicino a Brod, dove i malati esterni della MacPhail erano tagliati fuori da questo villaggio. Allo stesso tempo, si era avvicinata la scadenza per presentarsi al suo posto presso l'ospedale serbo del principe Alessandro a Salonicco. Katherine era fermamente convinta che il suo aiuto medico fosse molto più necessario nei villaggi, così riuscì a convincere il dottor Sondermayer a lasciarla rimanere a Bitola. A quel tempo lei ricevette la visita del suo amico, il dottor Edward W. Ryan, al quale mostrò le pessime condizioni di vita nei villaggi vicini. Vedendo ciò, Ryan iniziò immediatamente a raccogliere aiuti attraverso la Croce Rossa Americana e riuscì a ottenere un'unità ambulatoriale mobile, che fu rifornita di farmaci e scorte di cibo in modo che Katherine potesse espandere il suo lavoro per migliorare la nutrizione dei bambini vulnerabili.
Durante l'inverno 1917/1918 fu invitata a una celebrazione in cui vide e incontrò per la prima volta il principe ereditario Alessandro. Sulle montagne della Macedonia le condizioni erano rigide e fredde, ma Katherine con la sua unità ambulatoriale mobile visitava regolarmente i villaggi circostanti e svolgeva il suo lavoro. Nel frattempo, la sua famiglia e i suoi amici in Scozia raccoglievano vestiti caldi e calzature che Katherine condivise con donne e bambini poveri.

### Scozia, 1918
Nell'estate del 1918, MacPahil tornò in Scozia per un breve periodo per assistere suo padre, il dottor Donald MacPhail, che lavorava da solo assistendo pazienti che avevano contratto l'influenza spagnola. Quando Donald MacPhail contrasse l'influenza, Katherine e Isabel se ne andarono e i responsabili accettarono le loro ragioni. La MacPhail fu insignita dell'Ordine di San Sava di IV classe e della Medaglia della Croce Rossa serba, mentre Isabel ricevette la Croce della Misericordia. Nell'agosto 1918, le sorelle MacPhail lasciarono Salonicco e tornarono nella nativa Scozia.
In Scozia Katherine curava suo padre malato e alcuni dei suoi pazienti. Il 15 agosto 1918 lei divenne cittadina onoraria di Coatbridge e in una cerimonia speciale ricevette lo statuto della città e un orologio d'oro.
La MacPhail seguì la notizia dell'offensiva sul fronte di Salonicco e della svolta degli alleati nel settembre 1918.

## Periodo tra le due guerre

### Ritorno in Serbia
Alla fine di novembre 1918 tornò in Serbia. Indumenti, calzature e altre forniture per aiutare la Serbia, raccolti dalla sua famiglia, dai suoi amici e dai pazienti, furono imballati e inviati separatamente tramite la Croce Rossa. Da Londra si recò a Parigi e Tolone dove aspettò di imbarcarsi su una nave per Ragusa di Dalmazia. A quel tempo Tolone era affollata di profughi dalla Serbia, soldati e civili che cercavano di tornare a casa. A Tolone incontrò Darinka Grujic, che dall'inizio della guerra si prendeva cura degli orfani e dei rifugiati serbi in Francia che lei voleva riportare in Serbia. Dopo diversi giorni di attesa a Tolone, si imbarcò per Ragusa, poi viaggiò per tre giorni fino a Sarajevo, Zemun e infine Belgrado.
Dopo il suo arrivo a Belgrado, la MacPhail presentò domanda al Ministero degli Interni e le fu concesso il permesso di restare per svolgere attività di beneficenza.

#### Primo ospedale pediatrico a Belgrado
All'inizio del 1919 aprì il primo ospedale pediatrico a Belgrado. Ciò fu facilitato da Darinka Grujić che assicurò cinque caserme militari in via Studenicka, vicino all'ospedale militare e le cedette una delle baracche per fondarvi un ospedale pediatrico. I marines britannici, al comando dell'ammiraglio Troubridge, pulirono, ripararono e equipaggiarono la caserma. Fu installato uno sterilizzatore, insieme a 25 letti militari, biancheria da letto, coperte e altre forniture della Croce Rossa. Farmaci e rifornimenti militari provenivano dalla Croce Rossa Americana. Il Fondo di Sostegno Serbo aprì una cucina di beneficenza per una scuola vicina, di conseguenza lei riuscì a provvedere alla fornitura di cibo a questa cucina e ai bambini dell'ospedale, mentre la legna da ardere fu fornita dall'amministrazione cittadina. Troubridge ricevette molti giocattoli e Florence Harvey si offrì di offrire un'auto gratuitamente. Alla fine di gennaio 1919 l'ospedale accolse i suoi primi pazienti.
Durante i primi mesi di operatività, tutti i letti dell'ospedale erano pieni e un gran numero di bambini frequentavano l'ambulatorio. MacPhail eseguì tutto il lavoro medico perché c'erano pochi medici, dato che solo circa 100 erano sopravvissuti alla guerra. Grazie al suo lavoro, lei era popolare a Belgrado ed era in grado di provvedere a vari tipi di assistenza e donazioni a coloro che non disponevano di mezzi finanziari. I suoi sforzi furono sostenuti da donazioni di 1.000 sterline da parte di Elsie Cameron Corbett e del Peter Coats Trust.

#### Padiglione a Topčider
Nella primavera del 1919 l'ospedale era già troppo piccolo, soprattutto a causa dell'aumento del numero di bambini affetti da tubercolosi. MacPhail venne a sapere che c'era un padiglione aperto vuoto e abbandonato precedentemente utilizzato per i bambini a Topčider, a 10 chilometri (6,2 mi) da Belgrado. Il padiglione era situato su una collina, ai margini di un bosco, quindi era ideale per una cura fatta di aria fresca e sole, che, oltre al buon cibo e al riposo, era a quel tempo l'unica medicina contro la tubercolosi. La MacPhail ottenne il permesso dal governo della città di organizzare le riparazioni necessarie per l'edificio e di procurarsi le attrezzature. Nella Pasqua del 1919 il padiglione da 40 letti accolse i primi pazienti. Era gestito da Mary Baker e presto si rivelò un successo, con molti bambini che si riprendevano. Come padiglione aperto veniva utilizzato solo nei mesi estivi. Chiuse nel 1924.

#### Ospedale pediatrico anglo-serbo

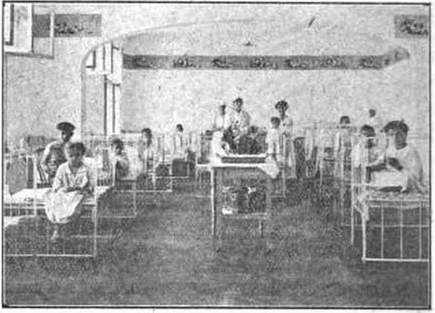
Reparto chirurgico dell'ospedale pediatrico anglo-serbo

Man mano che i lavori si espandevano, Katherine si rese conto che le capacità esistenti sarebbero presto state insufficienti per un numero crescente di pazienti, soprattutto perché la parte superiore del padiglione lo rendeva inutilizzabile in inverno, così iniziò a pensare di ampliare l'ospedale. Un edificio ampliato in via Kneza Milosa, vicino all'ospedale militare, fu lasciato vuoto quando i marines britannici lasciarono Belgrado e Katherine iniziò immediatamente gli interventi per ottenere quell'edificio per il suo ospedale. Era ampio, luminoso, ben costruito e conservato, ed aveva abbastanza spazio per ospitare 50 letti, soprattutto quando lei riuscì a sostituire i grandi letti militari con letti per bambini. Fu inoltre allestita una piccola sala operatoria per i casi chirurgici facili, mentre i casi chirurgici gravi venivano inviati all'ospedale statale. Inoltre fu istituito un ampio reparto per i pazienti ambulatoriali. Questo nuovo ospedale iniziò a funzionare nel novembre 1919, anche se fu inaugurato ufficialmente nel febbraio 1921. Non era più un'istituzione improvvisata, ma una vera e propria istituzione medica. Fu ufficialmente riconosciuto dal Governo del Regno dei Serbi, Croati e Sloveni come il primo ospedale pediatrico in Serbia, chiamato Ospedale pediatrico anglo-serbo, abbreviato ASCH. Era l'unico ospedale pediatrico nell'attuale Jugoslavia. Poco dopo l'apertura di questo ospedale, il Ministero della Salute chiese a Katherine di accogliere bambini e neonati, quindi fu istituito anche un reparto infermieristico speciale con cure fornite dalle infermiere più esperte. Nel 1921 Katherine sperava non solo di perfezionare questo ospedale, ma di incoraggiarne la fondazione di altri e di formare infermieri nativi per lavorarvi.

### Ragusa
Poiché il numero dei pazienti a Topcider era in costante aumento, a MacPhail venne l'idea di trovare un posto in riva al mare dove poter accogliere i bambini affetti da tubercolosi. Venne a sapere che a Ragusa di Dalmazia esisteva una villa ideale per questo scopo. Contattò Živojin Mišić, allora capo del gabinetto generale e che conosceva dal fronte di Salonicco. Quando lei gli spiegò che questa villa a Ragusa avrebbe dovuto fungere da centro sanitario e casa di riposo per bambini, Mišić ordinò immediatamente che la villa fosse consegnata all'ospedale pediatrico anglo-serbo per un ulteriore utilizzo. La sorella di Katherine, Isabel, che stava già svolgendo attività di volontariato presso l'ospedale pediatrico di Belgrado, si recò a Ragusa per vedere l'edificio e cercare di trovare l'attrezzatura per lei. Mentre era a Ragusa, Isabel sentì di un ospedale austriaco abbandonato vicino a Zelenica presso le Bocche di Cattaro e vi si recò per vedere di cosa si trattava. Con sua sorpresa, trovò un ospedale deserto ma completamente attrezzato, con letti, coperte e altro materiale, e un giovane ufficiale serbo che conservava tutto questo con i suoi soldati. Era Vasa Srdi. Offrì a Isabel di portare con sé tutto ciò di cui aveva bisogno e inoltre organizzò immediatamente la spedizione e il trasporto dell'attrezzatura a Ragusa. Isabel scelse 60 letti insieme ad altre attrezzature e tornò a Ragusa. Poiché l'edificio stesso era ben conservato, l'ospedale fu fondato nel febbraio 1920.

### Sremska Kamenica
All'inizio degli anni '30 fu presentato un rapporto sull'ospedale pediatrico anglo-serbo in cui si affermava che nei due anni precedenti erano stati ricoverati 115 pazienti ospedalieri (il ricovero di alcuni pazienti durò fino a 24 mesi) e 160 bambini erano stati curati clinicamente o all'esterno nell'ospedale. Erano stati inoltre eseguiti 25 interventi chirurgici, 194 iniezioni e 113 radiografie ed erano state eseguite 84 vaccinazioni. Cinquanta bambini hanno lasciato l'ospedale come guariti con successo, 12 di loro avevano migliorato lo stato di salute durante la dimissione e il resto era in fase di ulteriore trattamento. La conclusione è stata che, nonostante il numero limitato di letti e il fondo limitato di proprietà dell'ospedale anglo-jugoslavo, riuscì a svolgere tutti i compiti. Gli enormi costi per il mantenimento di un ospedale a Belgrado erano diventati sempre più alti anno dopo anno, e questo, tra le altre ragioni, indusse la MacPhail a iniziare a pensare di spostare l'ospedale da qualche parte all'interno del paese, ma non troppo lontano da Belgrado, che sarebbe stato all'aria aperta con aria fresca e sole. Pensò addirittura di acquistare uno dei monasteri abbandonati di Fruška Gora. Darinka Grujic le consigliò di cercare un edificio adatto oppure di costruire un nuovo edificio a Sremska Kamenica, che per le sue condizioni naturali era il luogo più adatto a questo scopo. Poiché la MacPhail aveva già una casa per le vacanze a Sremska Kamenica, iniziò subito a fare progetti per la costruzione di un nuovo ospedale.
Il vecchio amico della MacPhail, l'Ing. Vasa Srdić era stato ufficiale dell'esercito serbo a Zelenika all'inizio degli anni '20. Aveva aiutato Isabel e successivamente era diventato un grande amico delle sorelle MacPhail. Dopo la guerra, come ingegnere laureato in agronomia, ottenne un terreno a Temerin, dove si stabilì e si dedicò all'agricoltura e alla frutticoltura. Essendo a conoscenza dei piani della MacPhail, apprese presto che sulla collina Čardak, appena sopra Sremska Kamenica, era in vendita un vecchio vigneto abbandonato che avrebbe potuto soddisfare i piani di MacPhail. Entusiasta della posizione della città stessa e dei suoi dintorni, acquistò il terreno, che le fu ufficialmente ceduto il 1º agosto 1933, e iniziò subito i preparativi per la costruzione dell'ospedale. Secondo l'idea di Ketrin e con l'aiuto di un ingegnere dell'Istituto d'igiene di Belgrado, un vecchio architetto russo progettò un edificio a tre ali con un cortile centrale e una lunga terrazza lungo l'ala nord e ovest in modo che i bambini potessero stare al sole tutto il giorno.
Nella primavera del 1934 furono completati i lavori per il nuovo ospedale, furono ordinate tutte le attrezzature necessarie e furono compilati gli elenchi dei pazienti che avrebbero dovuto iniziare le cure. La Commissione Reale del Danubio Banovina approvò l'apertura del sanatorio infantile. L'edificio era costituito da un'area frontale principale e da due ali disposte simmetricamente. La parte principale era costituita da tre reparti dell'ospedale, un'unità di degenza, un'officina, un reparto di radioterapia, una sezione di farmacia, uno spazio destinato ai pazienti con malattie infettive e locali per la sterilizzazione di strumenti e apparecchi. Inoltre c'era un'area per l'amministrazione dell'ospedale, nonché un magazzino per medicinali e strumenti. Nelle ali dell'edificio c'era una cucina con dispensa e una sala da pranzo per i bambini. Al primo piano c'erano dormitori di quattro stanze per medici e infermieri. C'erano anche quattro bagni e servizi igienici disposti nelle ali dell'edificio. L'ospedale fu costruito secondo le esigenze dei pazienti che prevedevano una degenza più lunga per le cure. C'erano terrazze davanti alle ali sud e ovest. Anche il cortile era recintato e decorato come un parco. All'interno del cortile si trovavano anche il frutteto e il vigneto.
La principale cura della tubercolosi ossea e articolare, in un'epoca in cui non esistevano antibiotici e antitubercolari, consisteva nell'aumentare la resistenza generale dei pazienti con regime igienico-dietetico, terapia all'aria aperta, elioterapia, esposizione al sole durante il giorno, durante l'inverno l'esposizione alla luce artificiale, immobilizzazione e varie procedure chirurgiche. Particolare attenzione era posta anche all'igiene ospedaliera. I bambini in età scolare frequentavano le lezioni giornaliere che corrispondevano alla loro età e al loro programma, dopo di che avrebbero ricevuto un certificato alla fine dell'anno scolastico. L'ospedale organizzava anche laboratori che facevano parte del lavoro terapeutico, in cui i bambini frequentavano lezioni di arte. Una volta alla settimana il prete ortodosso veniva a impartire ai bambini l'istruzione religiosa. L'ospedale aveva anche una biblioteca dotata di un gran numero di libri per bambini, che erano sia educativi che divertenti, e c'erano una manciata di giocattoli.
L'Ospedale anglo-jugoslavo per la cura della tubercolosi osteoarticolare fu ufficialmente inaugurato il 23 settembre 1934, sotto gli auspici di Sua Maestà la Regina Maria Karađorđević di Romania. I primi pazienti furono trasferiti dall'ospedale di Belgrado già il 1 agosto. Il trattamento si concentrava sui pazienti affetti da tubercolosi ossea e articolare e da rachitismo. Il trattamento consisteva in aria fresca, esposizione al sole, buona alimentazione, riposo, massaggi, immobilizzazione con gesso e intervento chirurgico se ce n'era bisogno. L'ospedale accoglieva bambini sotto i 14 anni di età. Durante l'anno c'erano fino a 50 bambini e durante l'inverno 32. Il capo dell'ospedale era la MacPhail, il chirurgo principale era Svetislav Sojanović, l'infermiera principale era Agnes Hardy e Alice Murphy era una segretaria. Tra il personale c'erano altri due infermieri, un insegnante e personale ausiliario. Uno dei problemi principali dell’ospedale era il finanziamento, perché la maggior parte dei bambini veniva curato gratuitamente. Il costo dell'ospedale fu coperto da molti donatori. Tra i donatori c'erano anche il Ministero degli Affari Sociali e della Sanità Pubblica del Regno di Jugoslavia, il Fondo per la Protezione dell'Infanzia e diverse altre organizzazioni. Tutto ciò non era sufficiente a coprire i costi dell'ospedale, quindi per questo motivo la MacPhail doveva condurre costantemente una campagna di raccolta fondi per mantenere l'ospedale in funzione. Uno dei primi sostenitori finanziari fu l'Onorevole Elsie Cameron Corbett, che donò £ 1000 nel 1921. Continuò a donare un letto ad un costo annuo di £ 50 almeno fino al 1935.
Nel 1940 la situazione nella regione divenne grave e il personale del sanatorio cominciò a prepararsi insieme ai militari contro un attacco nemico. Nel febbraio 1941 la MacPhail aveva un piano per evacuare i bambini dall'ospedale. Tre settimane prima della guerra, tutti i bambini vennero mandati dall'ospedale alle loro case, e tutta l'attrezzatura ospedaliera venne imballata e ricoverata negli scantinati per essere protetta in caso di bombardamento. La situazione divenne molto seria e l'ambasciata britannica consigliò a tutti i cittadini britannici di lasciare il Paese. Lei ed altri residenti britannici non se ne andarono in tempo, divenendo prigionieri dei tedeschi prima che la MacPhail fosse rimpatriata in Gran Bretagna.
Subito dopo 120 soldati furono ricoverati nell'ospedale per le pattuglie antiaeree. L'edificio fu presto trasformato in un ospedale locale. Il personale dell'ospedale spesso aiutava il movimento partigiano, fornendo cure mediche e cibo, questo fu uno dei motivi per cui l'ospedale fu attaccato. Successivamente l'edificio fu abbandonato e distrutto.

## Dopo la seconda guerra mondiale
La MacPhail tornò a Belgrado dopo la liberazione nel 1945, come capo di un'unità speciale di soccorritori inviata dal Fondo Save the Children. In un rapporto pubblicato sul Daily Record nel marzo 1945, che includeva anche una sua fotografia, descrisse le condizioni locali, notando che su un migliaio di letti, 920 erano vuoti, attrezzature ospedaliere come le macchine a raggi X erano state frantumate o gettate nel Danubio.
Quando andò a visitare Sremska Kamenica, incontrò un edificio senza porte e finestre, vuoto e in rovina. Non c'erano più apparecchiature mediche o elettriche al suo interno. A luglio MacPhail avviò le trattative per la riapertura di un ospedale a Sremska Kamenica con l'aiuto del Child Protection Fund di Londra. Il Ministero della Sanità Pubblica della Jugoslavia Federale Democratica diede il permesso di iniziare la ricostruzione il 15 agosto. Con l'aiuto del personale, la MacPhail riuscì a procurarsi attrezzature e forniture mediche, nonché altre cose necessarie per portare a termine l'operazione. Lenzuola e coperte arrivarono da organizzazioni umanitarie provenienti dal Canada e dal Regno Unito. L'attrezzatura completa per gli interventi chirurgici fu trovata nell'ospedale militare a Sremski Karlovci e presto fu restituita. Katherine ricevette anche da amici 46 scatoloni di vestiti e biancheria da letto per i bambini. La riparazione completa dell'ospedale fu finanziata dal Governo della Previdenza Autonoma della Voivodina e l'ospedale fu riaperto il 19 dicembre 1945.
Durante la guerra il numero di bambini che avevano avuto la tubercolosi era aumentato. L'ospedale ora operava con una capacità di 75 letti ed era sempre pieno. Le condizioni di lavoro erano difficili in quel momento a causa della mancanza di attrezzature e cibo, poiché rifornire l'ospedale era molto difficile. Durante questo periodo gli alberi da frutto e i vigneti che erano in ospedale erano di grande aiuto. Presto la vita e il lavoro in ospedale tornarono alla normalità. Tuttavia, il nuovo governo aumentò lentamente la diffidenza verso MacPhail e i suoi associati. Lei propose al Ministero della Salute di trasformare l'ospedale in un centro di riabilitazione per i bambini con disabilità, nonché per i bambini che erano diventati disabili a causa di tubercolosi o altre malattie. Pianificò anche la costruzione un seminario in cui gli adulti con disabilità avrebbero aiutato nella produzione di ausili ortopedici.
Nel 1947 il nuovo regime decise di nazionalizzare tutti gli ospedali e nell'autunno dello stesso anno l'ospedale pediatrico anglo-jugoslavo (anglo-serbo) fu consegnato alle autorità jugoslave. Dopo la nazionalizzazione, l'ospedale continuò ad esistere come sanatorio statale per la tubercolosi ossea.
L'ospedale di Sremska Kamenica divenne proprietà dello Stato e, come tale, faceva parte del Dipartimento di Chirurgia Ortopedica della Facoltà di Medicina di Belgrado, guidato dal professor Svetislav Stojanovic. Rendendosi conto che nulla poteva impedire l'attuazione del regime comunista, la MacPhail tornò in Scozia nel 1949, stabilendosi a Saint Andrews.
Il 22 settembre 1954, per celebrare il 20º anniversario della fondazione dell'ospedale, la MacPhail visitò l'ospedale di Sremska Kamenica e fu accolta calorosamente: “L'ospedale appariva come prima, fresco, esposto al sole e circondato da ricchi vigneti. I bambini frequentavano le lezioni a scuola, ogni giorno il pasto preparato al momento attendeva i bambini grazie allo staff di cucina." Nell'atrio fu posta una targa commemorativa con l'iscrizione che lei ne era stata la fondatrice. Questa targa commemorativa fu un grande segno di gratitudine per il suo contributo durante la guerra. A parte lei, alla cerimonia parteciparono Alice Marfi e Flora Sandes.
Katherine MacPhail morì a Saint Andrews, l'11 settembre 1974.

## Onorificenze ed eredità

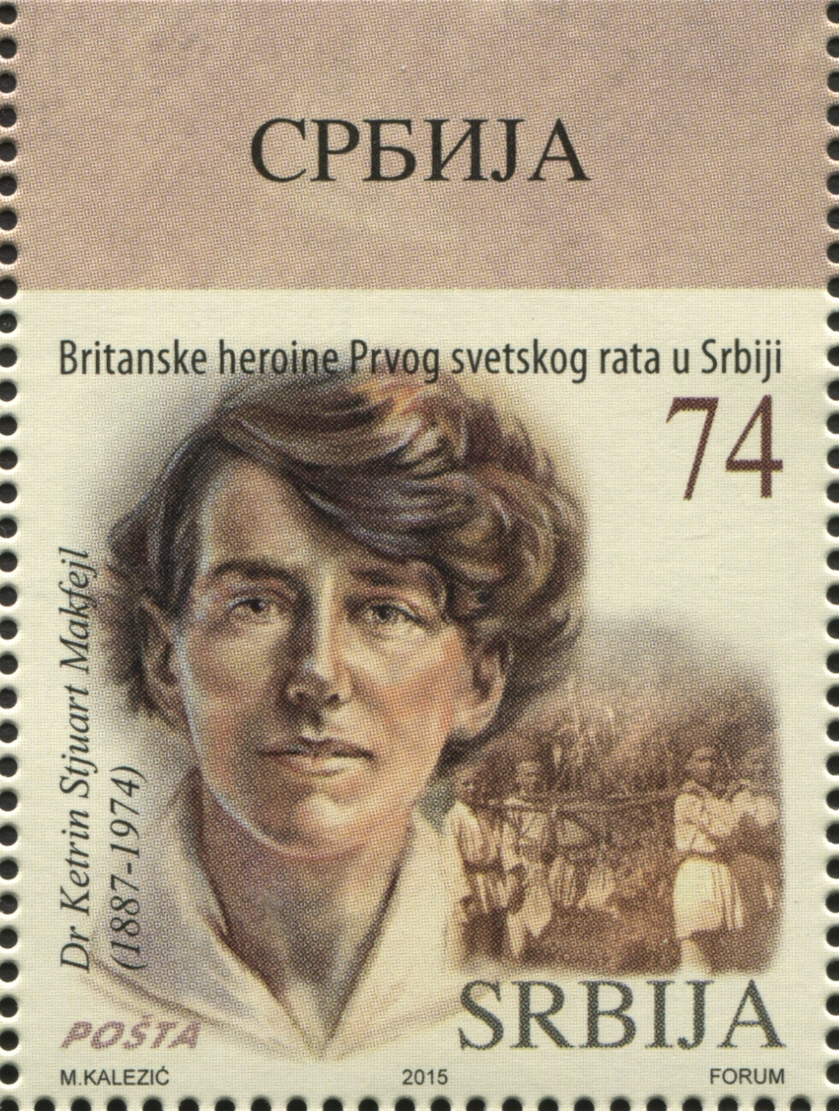
Francobollo emesso dalle poste serbe, 2015

Durante la prima guerra mondiale, la MacPhail fu decorata con l'Ordine di San Sava del quarto e quinto grado e, per merito delle attività umanitarie che seguirono la guerra, ricevette l'Ordine di terzo grado.
Nel 1932 le fu conferito il distintivo della Croce Rossa russa per il suo lavoro. La Gran Bretagna le conferì uno dei suoi più grandi riconoscimenti, l'Ordine dell'Impero Britannico nel 1928. Nel 1954, per l'ultima volta, andò in Serbia a visitare il suo ospedale a Sremska Kamenica in occasione dei vent'anni dalla sua fondazione. La MacPhail divenne cittadina onoraria di Sremska Kamenica e presidente a vita della Croce Rossa di Karlovac.
Nel cortile dell'ospedale furono poste due targhe commemorative in suo onore e il 15 giugno 1988 fu eretto anche un monumento in suo onore.
Nel dicembre 2015 le Poste serbe emisero francobolli commemorativi in suo onore in collaborazione con l'ambasciata britannica a Belgrado, insieme alle colleghe dottoresse Elsie Inglis, Isobel Galloway Hutton, Evelina Haverfield ed Elizabeth Ross ed al capitano Flora Sandes, per commemorare gli sforzi delle donne britanniche nella prima guerra mondiale e "il suffragio universale, la solidarietà e l'uguaglianza di genere e il ruolo che svolsero nella costruzione di rapporti con i leader e le comunità in Serbia".
La sua biografia, Ever yours sincerely: the life and work of Dr Katherine S. MacPhail (Sempre vostra sinceramente: la vita e il lavoro della dott.ssa Katherine S. MacPhail) (Cambridge, 2007), fu tradotta dal serbo all'inglese da Želimir Dj. Mikić, dalla versione originale in Serbo, Uvek vaša: život i delo dr Ketrin Makfejl. (Novi Sad, 1998).

### Attribuzione
- American National Red Cross, The Red Cross Magazine, vol. 11, Public domain, American National Red Cross, 1916.
- The Hospital, The Hospital, vol. 70, Public domain, 1921.